# Місто на правах повіту
Міський повіт — адміністративна одиниця місцевого самоврядування у Польщі. Місто на правах повіту є гміна в статусі міста, що виконує функції повіту. У міських повітах виконавчу владу очолює президент міста.
Міста на правах повіту не є повітами, а всього лише гмінами, яким законодавча влада, з огляду на свою специфіку, доручила розширену сферу завдань.
Наслідки надання містам прав повіту наступні:
- органи в місті на правах повіту (тобто рада міста і президент міста) виконують відповідні компетенції для ради гміни і ради повіту (функції війта (бургомістра) і старости);
- виконавський орган міста на правах повіту є органом монократичним;
- рада не вибирає виконавчого органу і не може його відкликати;
- депутати складають присягу згідно з текстом гмінного закону.

Крім того. в організаційній структурі міста, що володіє правами повіту, з'являється орган, не функціонуючий в «нормальній» гміні (комісія безпеки і порядку). Щодо принципу місто на правах повіту є гміною, його органи підлягають перш за все регулюванням закону про гмінне самоврядування.
Статус міського повіту, після введення в дію адміністративної реформи Польщі 1 січня 1999 року, отримали:
- міста з кількістю мешканців понад 100 000;
- історичні столиці воєводств (окрім міст Цеханув, Серадз та Піла);
- деякі міста в межах міських агломерацій (Ястшембе-Здруй, Явожно, Мисловиці, Пекари-Шльонські, Семяновиці-Шльонські, Сопот, Свентохловиці, Свіноуйсьце та Жори).

Варшава отримала статус міського повіту 27 листопада 2002 року; у роках 1999—2002 паралельно існували Варшавський повіт та місто столичне Варшава. Валбжих з 1 січня 2003 року втратив статус міського повіту та був включений до складу Валбжиського повіту, а з 1 січня 2013 року — знову отримав статус міського повіту.
Всього з 1 січня 2013 року у Польщі є 66 міст, які носять статус міського повіту. 5 з них мають населення менше 50 тисяч, а найменшим є Сопот з населенням у понад 36 тисяч мешканців.
1 березня 2006, президенти та мери 20 міст подали звернення Президенту Республіки Польща про статус міста на правах повіту, а також Сейму, Сенату і Президенту Ради міністрів про надання їхнім містам прав повіту. Їх виклик був мотивований тим, що нинішні правила ускладнюють ефективне управління містами з населенням понад 50 тисяч, що входять до складу повіту, і перш за все перешкоджають їхньому економічному розвитку.